# گورستان دورک یا سورانی
قبرستان دورک یا سورانی مربوط به سده‌های متاخر دوران‌های تاریخی پس از اسلام است و در شهرستان خاش، بخش مرکزی، دهستان سنگان، قسمت شرق روستای دورک واقع شده و این اثر در تاریخ ۲۷ اسفند ۱۳۸۶ با شمارهٔ ثبت ۲۲۷۴۹ به‌عنوان یکی از آثار ملی ایران به ثبت رسیده است.